# 오하루 (레이싱 모델)
하루(본명: 오하루, 1989년 1월 8일 ~ )는 대한민국의 레이싱 모델이다.

## 모델 경력
- 2017 - 서울오토살롱 KW 포즈모델
- 2017 - 넥센타이어 스피드레이싱 엔페라컵 엣지레이싱팀 홍보 레이싱모델
- 2017 - 충청북도선거관리위원회 SNS 홍보대사
- 2017 - 서울모터쇼 레이싱모델
- 2016 - 청주시 사회적기업 온라인 홍보대사
- 2016 - 오토모티브위크 코란도스포츠 아이언빌드 레이싱모델
- 2016 - 서울오토살롱 루마카 레이싱모델
- 2015 - 서울국제사진영상기자재전 에이빙 레이싱모델
- 2014 - 지스타 엔씨소프트 모델
- 2014 - P&I Pro 2014 전시회 에이빙 튜닝카 레이싱모델
- 2014 - 럭셔리 슈퍼카 위켄드 레이싱모델